# Rodrigue et Chimène
Rodrigue et Chimène è un'opera in tre atti, incompiuta, scritta da Claude Debussy fra il 1890 e il 1893. Il libretto di Catulle Mendès è tratto dalla tragedia Le Cid di Pierre Corneille.

## Storia
Debussy verso il 1899  aveva iniziato a frequentare bistrot e caffè letterari dove erano spesso presenti pittori, poeti e musicisti attenti alle novità in campo artistico. Probabilmente fu in uno di questi locali, Chez Pousset, che incontrò Catulle Mendès, poeta e romanziere ex parnassiano e wagneriano accanito.
All'inizio del 1890 erano usciti i Cinq poèmes de Baudelaire e Mendès, dopo l'ascolto, entusiasta, inviò al musicista una lettera in cui lo definiva "maestro dell'avvenire". Quando in seguito il poeta fece visita a Debussy per complimentarsi di persona, questi gli fece ascoltare la sua Fantaisie al pianoforte. Mendès gli promise un aiuto per fare pubblicare l'opera presso l'editore Choudens a cui raccomandò il musicista.
Il poeta, autore fra l'altro di diversi libretti, aveva da tempo realizzato una stesura per il testo di Rodrigue et Chimène, tratto dalla storia del Cid; terminatolo nel 1878 lo aveva lasciato in un cassetto. Pensando che Debussy fosse il compositore adatto a realizzare un'opera sul suo libretto, Mendès gli sottopose il proprio lavoro chiedendogli di scrivere la partitura. Il musicista, sebbene lo stile, l'argomento e i versi enfatici del lavoro non fossero certamente di suo gusto, accettò comunque la proposta, se non altro poiché doveva a Mendès riconoscenza per i cento franchi ottenuti da Choudens per la sua Fantaisie.
All'inizio del 1890 Debussy si accinse dunque a scrivere Rodrigue et Chimène e sulla prima pagina della partitura appose la dedica a Gabrielle Dupont, sua nuova fiamma. Dopo qualche mese il musicista fece ascoltare all'amico Gabriel Mourney il primo atto, quasi terminato, della sua nuova opera. Debussy però non amava scrivere su commissione con modalità ben definite e, anche perché non apprezzava l'argomento decisamente "datato" del lavoro, iniziò con riluttanza a scrivere il secondo atto; nel gennaio 1892 scrisse all'amico Robert Godet: "La mia vita è tristemente febbrile a causa di quest'opera, dove tutto è contro di me". Continuò a scrivere in più riprese senza convinzione e poi abbandonò il lavoro nel 1893; infatti, dopo aver assistito nel mese di maggio al dramma di Maurice Maeterlinck, Pelléas et Mélisande, Debussy si rese conto che quello era esattamente il soggetto su cui voleva scrivere. Anche se il musicista, per giustificarsi, raccontò che la partitura fosse andata distrutta, in realtà non andò perduta, rimase a Gabrielle Dupont, venne in seguito acquistata da Alfred Cortot e pubblicata da Durand nel 2003 nell'Edition critique des oeuvres complètes de Claude Debussy.
Nel 1993 il musicista russo Edison Denisov fu incaricato di riorchestrare l'opera per l'inaugurazione del nuovo auditorium dell'Opera di Lione dove venne rappresentata per la prima volta il 14 maggio con la direzione di Kent Nagano.

## Trama

### Atto primo
Rodrigue, figlio di Don Diègue de Bivar, è fidanzato con Chimène, figlia di Don Gomez de Gormaz. I due giovani si incontrano di notte vicino alla casa paterna della fanciulla, sapendo di doversi separare prima dell'alba per non essere sorpresi. I due vengono però interrotti dagli uomini di guardia di Don Gomez, ubriachi e in vena di cantare, che cercano di importunare alcune giovani donne di Bivar, appena giunte. A difenderle arriva l'anziano Don Diègue che ferma gli uomini, sdegnato; egli però si scontra con don Gomez che difende i suoi subalterni e redarguisce pesantemente il padre di Rodrigue, arrivando a schiaffeggiarlo.

### Atto secondo
Nei pressi del castello di Bivar Rodrigue è assorto nei suoi pensieri mentre i suoi fratelli, Don Hernán e Don Bermudo, giocano a scacchi; quando vedono un mendicante che si avvicina i giovani vogliono aiutarlo, ma il vecchio rifiuta ogni elemosina e afferma solo di voler essere vendicato chiedendo la testa di Don Gomez: egli non è altro che Don Diègue e i fgli, accorgendosene, riufiutano sconcertati di assecondarlo; egli chiede quindi a Rodrigue di lavare l'onta che lo ha offeso. Il giovane è atterrito sapendo di dover uccidere il padre della sua amata. Rodrigue quindi provoca Don Gomez, lo sfida a duello presso un fiume e lo ferisce gravemente. Chimène accorre, ma non può far nulla se non accogliere fra le braccia il padre morente promettendogli di vendicarlo.

### Atto terzo
Il re Ferdinando di Castiglia ha raccolto le sue truppe nei pressi di Burgos per combattere i Mori quando gli giunge la notizia della morte di Don Gomez. Chimène gli chiede di fare giustizia, ma Don Diègue supplica il re di risparmiare il figlio che ha difeso il suo onore. Ferdinando rivendica per sé il compito di punire il colpevole e manda i suoi uomini a cercare Rodrigue. Chimène rivela a Inez, sua dama di compagnia, di amare ancora Rodrigue, nonostante tutto, ma non può mancare alla promessa fatta. Il giovane, che ha sentito ogni cosa, supplica Chimène di ucciderlo, ma nel frattempo giungono Don Diègue e gli altri due figli dicendo che il re ha deciso che Rodrigue dovrà partire alla testa di quattrocento soldati per salvare la patria.

## Considerazioni
Della partitura di Rodrigue et Chimène Debussy terminò il primo atto tranne alcune battute; del secondo mancano interamente quattro pagine e il terzo è solo parzialmente compiuto. Anche se indicò con precisione le indicazioni dinamiche sul manoscritto non realizzò l'orchestrazione dell'opera.

Nonostante il soggetto non lo avesse per nulla ispirato, il musicista ha comunque scritto delle pagine che meritano di essere ricordate. Paul Dukas, quando ne ascoltò un'esecuzione al pianoforte il 10 agosto 1893, ne rimase colpito e scrisse a Vincent d'Indy affermando di aver apprezzato la portata drammatica di alcune scene, soprattutto gli spunti lirici del seconto atto.

Il più autentico Debussy non è assente in questa partitura, nel preludio del primo atto, ad esempio, si può cogliere un'atmosfera piena di poesia  e colori musicali che ricordano La Damoiselle élue o la Fantaisie.